# NGC 282
NGC 282 é uma galáxia elíptica (E) localizada na direcção da constelação de Pisces. Possui uma declinação de +30° 38' 20" e uma ascensão recta de 0 horas, 52 minutos e 42,0 segundos.
A galáxia NGC 282 foi descoberta em 13 de Outubro de 1879 por Édouard Jean-Marie Stephan.